# Peter DeLuise
Peter John DeLuise (New York, 6 november 1966) is een Amerikaans acteur, regisseur en scenarioschrijver. DeLuise is de oudste zoon van acteur en komiek Dom DeLuise en actrice Carol Arthur. Zijn jongere broers Michael en David zijn ook acteur. Zijn naam wordt ook wel geschreven als Peter De Luise.

## Carrière
Peter DeLuise debuteerde in 1979 in de film  Hot Stuff. Het meest bekend werd hij door zijn rol als officer Doug Penhall in de televisieserie 21 Jump Street waarin hij in 1987 speelde. In het vijfde seizoen kreeg zijn broer Michael een rol als Joey Penhall.
DeLuise is ook bekend van zijn rol als Dagwood in de sciencefictionserie SeaQuest DSV van 1994 tot 1996. Daarnaast trad hij veel op als gast in series als The Facts of Life, Booker, Friends en Highlander.
In 1997 begon hij te werken aan de televisieserie Stargate SG-1 als producent, schrijver, regisseur en 'creative consultant'. In veel afleveringen die hij regisseerde maakte hij een cameo. Na SG-1 werkte hij ook mee aan de spin-off Stargate Atlantis. Ook zal hij mee gaan werken aan een andere spin-off van SG-1, te weten Stargate Universe. Zijn vader, Dom DeLuise, speelde mee in een aflevering van SG-1 die door Peter werd geregisseerd.
DeLuise regisseerde ook de Canadese televisieserie jPod, die is gebaseerd op het gelijknamige boek van Douglas Coupland. De serie werd in 2008 voor het eerst uitgezonden.

## Privé
DeLuise is getrouwd geweest met actrice Gina Nemo van 1988 tot 1992. Zij speelde samen met hem in 21 Jump Street als zijn vriendin. Sinds 2002 is hij getrouwd met de Canadese actrice Anne Marie Loder. Met haar kreeg hij in 2004 een zoon.

## Filmografie (selectie)

### Acteur
- Hot Stuff (1979)
- Free Ride (1986)
- Solarbabies] (1986)
- Winners Take All (1987)
- Listen to Me (1989)
- Children of the Night (1991)
- Rescue Me aka Street Hunter (1993)
- The Silence of the Hams (ook bekend als Il Silenzio dei Prosciutti) (1994)
- National Lampoon's Attack of the 5 Ft 2 Woman (1994)
- The Shot (1996)
- Between the Sheets (1998)
- Southern Heart (1998)
- The Bar (2007)
- Smile of April (2008)

### Televisie
- Happy (1983)
- The Midnight Hour (1985)
- 21 Jump Street (72 afleveringen, 1987-1990)
- SeaQuest DSV (35 afleveringen, 1994-1996)
- Stargate SG-1 (15 afleveringen, 1999-2006)
- Robson Arms (5 afleveringen, 2007)

### Regisseur
- 21 Jump Street (3 afleveringen, 1990-1991)
- Silk Stalkings (2 afleveringen, 1996)
- Southern Heart (1999)
- The Net (2 afleveringen, 1998-1999)
- Hope Island (1 aflevering, 1999)
- Higher Ground (4 afleveringen, 2000)
- Romantic Comedy 101 (2001)
- V.I.P. (3 afleveringen, 2000-2001)
- The New Outer Limits (1 aflevering, 2001)
- Jeremiah (2 afleveringen, 2002)
- Just Deal (1 aflevering, 2002)
- Gene Roddenberry's Andromeda (8 afleveringen, 2003-2005)
- Stargate Atlantis (6 afleveringen, 2004-2006)
- Stargate SG-1 (57 afleveringen, 1999-2007)
- Stargate Universe (8 afleveringen, 2009-2011)
- Blood Ties (1 aflevering, 2007)
- Painkiller Jane (2 afleveringen, 2007)
- jPod (2 afleveringen, 2008)
- Sanctuary (1 aflevering, 2008)
- 16 Wishes (tv-film, 2010)

### Producent
- Jeremiah (Unknown afleveringen, 2002)
- From Stargate to Atlantis: Sci Fi Lowdown (2004)
- Stargate Atlantis (19 afleveringen, 2004-2005)
- Stargate SG-1 (22 afleveringen, 2002-2003)

### Schrijver
- Between the Sheets (1998)
- Stargate Atlantis (2 afleveringen, 2004)
- Stargate SG-1 (15 afleveringen, 2000-2005)

## Prijzen en nominaties
DeLuise is 3 keer genomineerd geweest voor de Leo Award, eenmaal als regisseur en tweemaal als scenarioschrijver. Hij heeft geen enkele keer de prijs gewonnen.